# 日旺希昂戈埃勒
日旺希昂戈埃勒（法語：Givenchy-en-Gohelle，法語發音：[ʒivɑ̃ʃi ɑ̃ ɡɔɛl]，意为“在戈埃勒地区的日旺希”）是法国上法兰西大区加来海峡省的一个市镇，属于朗斯区。

## 地理
日旺希昂戈埃勒（50°23'34"N, 2°46'20"E）面积5.95 平方千米，位于法国上法蘭西大區加来海峡省，该省份为法国北部沿海省份，西北濒北海，南至索姆省，东临北部省。
与日旺希昂戈埃勒接壤的市镇（或旧市镇、城区）包括：列萬、讷维尔圣瓦、苏谢、维米、昂格尔、阿维翁。

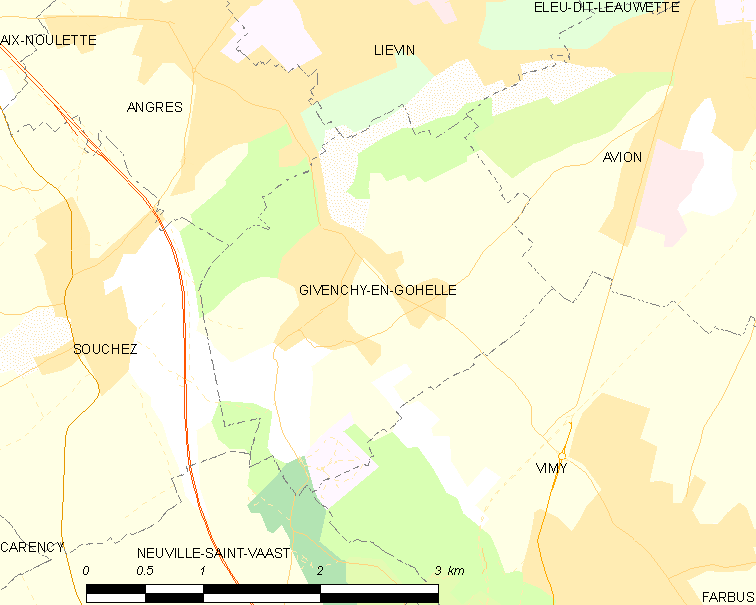
日旺希昂戈埃勒的OSM定位图

日旺希昂戈埃勒的时区为UTC+01:00、UTC+02:00（夏令时）。

## 行政
日旺希昂戈埃勒的邮政编码为62580，INSEE市镇编码为62371。

## 政治
日旺希昂戈埃勒所属的省级选区为列万县。

## 人口

1962-2008年间日旺希昂戈埃勒人口变化图示

日旺希昂戈埃勒于2022年1月1日时的人口数量为2049人。